# Пскем
Пске́м (узб. Piskom) — река на севере Ташкентской области Узбекистана.
Длина реки — 70 км, а площадь бассейна 2540 км².
Режим питания — снего-ледниковый

## Географическое описание
Истоки реки Пскем находятся в ледниках Таласского Алатау на территории Казахстана и Узбекистана, где берут своё начало две реки Майданта́л и Ойгаи́нг, от слияния которых и берет своё начало Пскем.

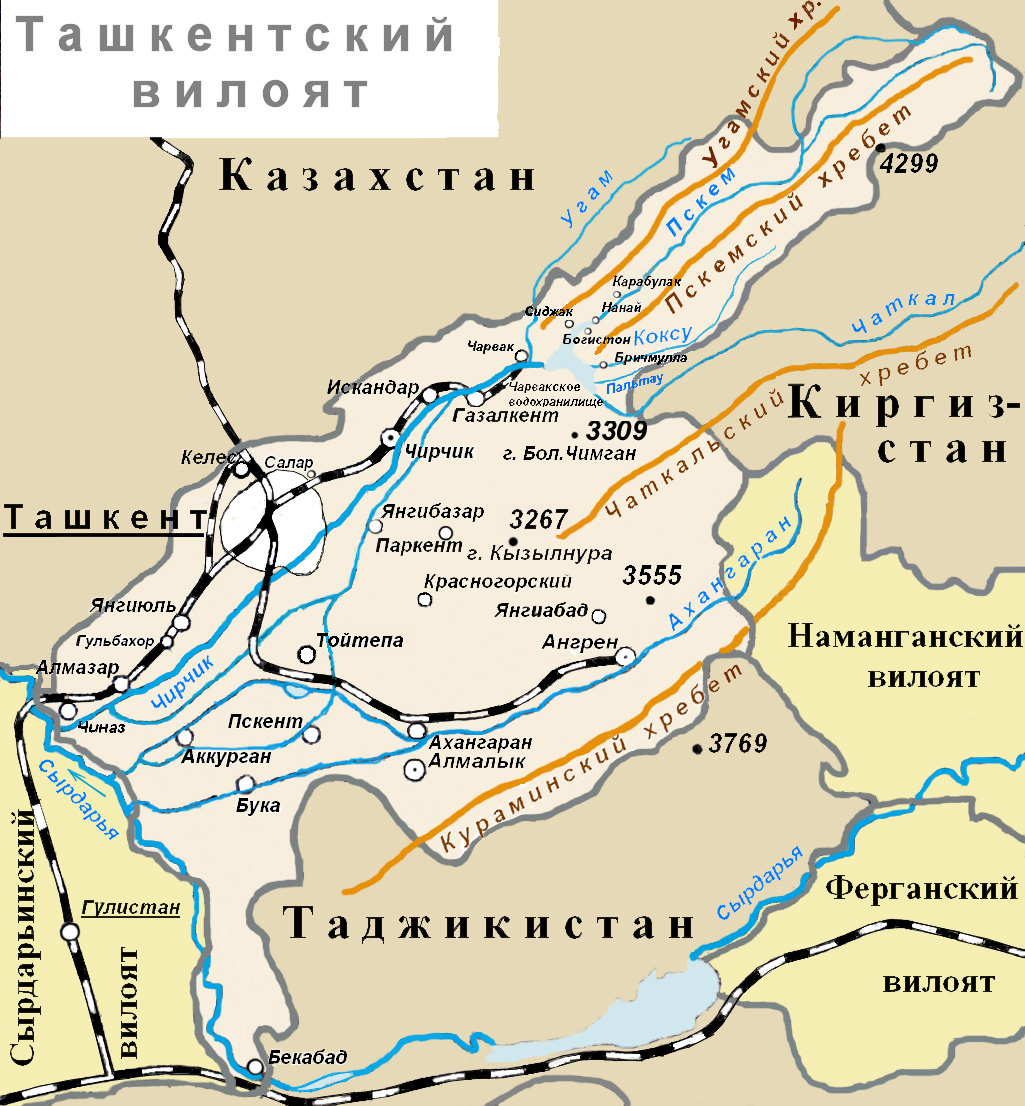
Пскем на карте Ташкентского вилоята

В верхнем течении река течёт по узкому скалистому ущелью, ниже по течению реки ущелье расширяется, причём значительно. Далее на протяжении более 40 километров Пскем течёт по широкой Пскемской долине, расположенной у подножья Пскемского хребта.
Река Пскем впадает в Чарвакское водохранилище. До образования Чарвакского водохранилища слияние рек Пскем и Чаткал образовывали реку Чирчик.

## Пскемская долина
По берегам реки, текущей по Пскемской долине, находятся заросли кустарника, а также встречаются плодовые деревья (яблони, груши, абрикосы и сливы), встречаются небольшие рощи грецкого ореха, а также растут клёны и тополя.
Богато представлена и фауна долины: здесь живут дикобразы, куницы, лисы, сурки, а также дикие кабаны и бурые медведи, встречается множество видов птиц.

## Притоки Пскема
Притоки Пскема — горные саи, водоносность которых зависит от времени года. В период активного таяния снегов на высотах свыше 2500 метров, уровень воды в притоках существенно возрастает, отмечаются селевые явления.
В местах, где стены ущелий притоков образованы скалами, довольно часты водопады (в том числе сезонные). После горных обвалов, на притоках Пскема образуются озёра (например, Ихначкуль), часть из которых существует достаточно долгое время (десятки лет и больше).

### Список притоков
Указаны крупные притоки Пскема, от слияния Ойгаинга и Майдантала до впадения Пскема в Чарвакское водохранилище:
- Анаульгенсай (справа)
- Ихначсай (слева)
- Пскемсай (слева)
- Урунгач (справа)
- Бадаксай (слева)
- Когары-Капчигай (слева)
- Тепарсай (справа)
- Каптаркумуш (слева)
- Харамзадесай (Оромзадесай) (справа)[3].
- Испайсай (слева)
- Муллаласай (слева)
- Мачитосгансай (слева)
- Аксарсай (слева)
- Наувалысай (справа)
- Сиджаксай (справа)

В период наполнения водой Чарвакского водохранилища, последние три впадают непосредственно в него.

## Туризм
По реке Пскем часто осуществляется сплав водных туристов на плотах, байдарках. В настоящее время, большая часть Пскемской долины находится в приграничной зоне, доступ туристов разрешён по специальным пропускам. Благодаря этому, природа Пскема и его притоков сохранилась в первозданном виде.

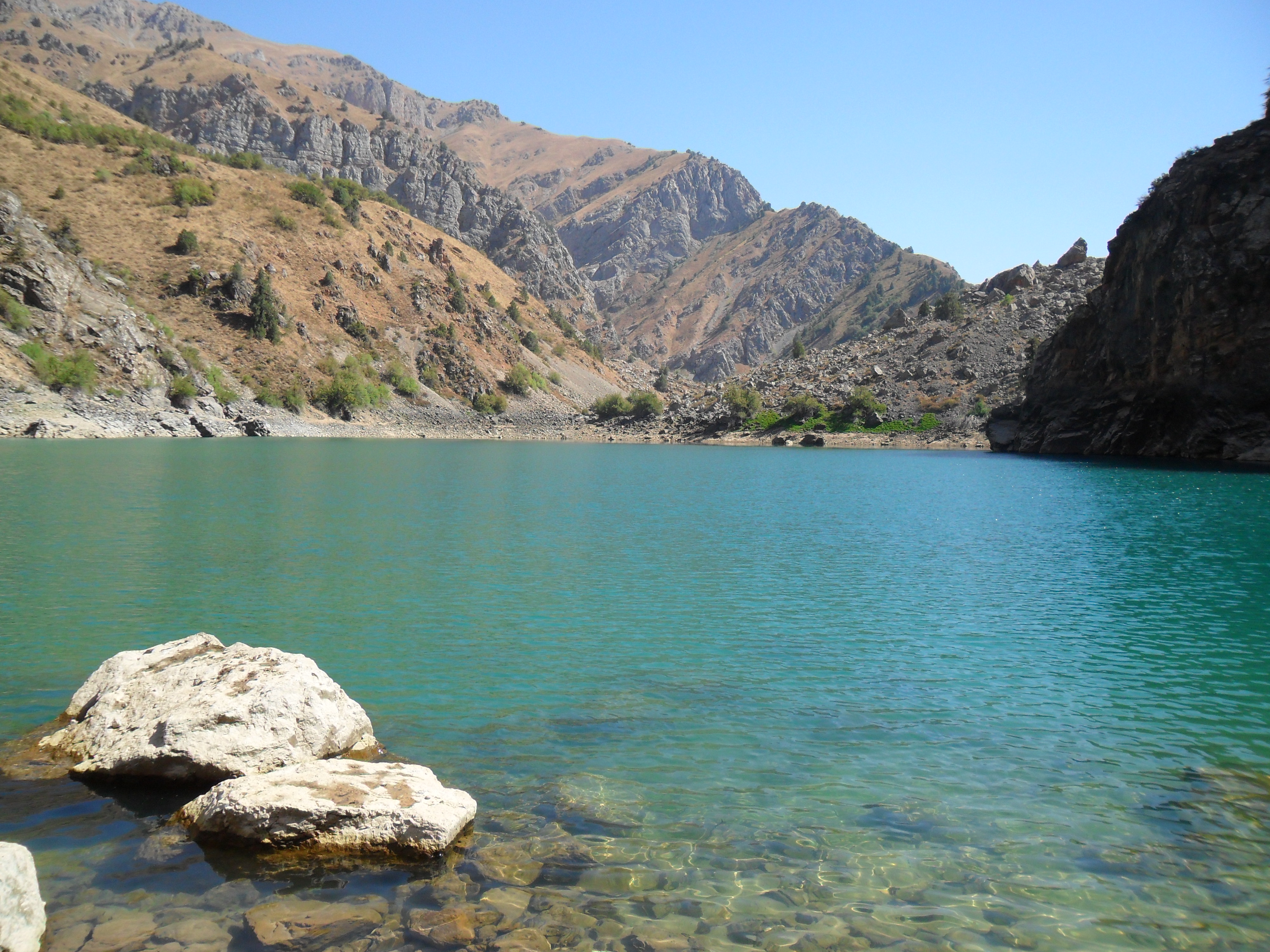
Озеро Урунгач на правом притоке Пскема

Популярностью у туристов пользуются высокогорные озёра, расположенные на притоках Пскема (Урунгачсай, Бадаксай, Ихнач). Интересен в туристическом плане правый приток Пскема — Харамзадесай. Название (переводится как «незаконнорожденный ручей») произошло от того, что основная масса воды вытекает из нескольких отверстий в скале, тогда как «порядочные» саи (по-узбекски ручьи) образуются от тающих снежников, мелких родников, которые последовательно сливаются в один сай, а Харамзадесай практически не имеет боковых притоков.

## Населённые пункты

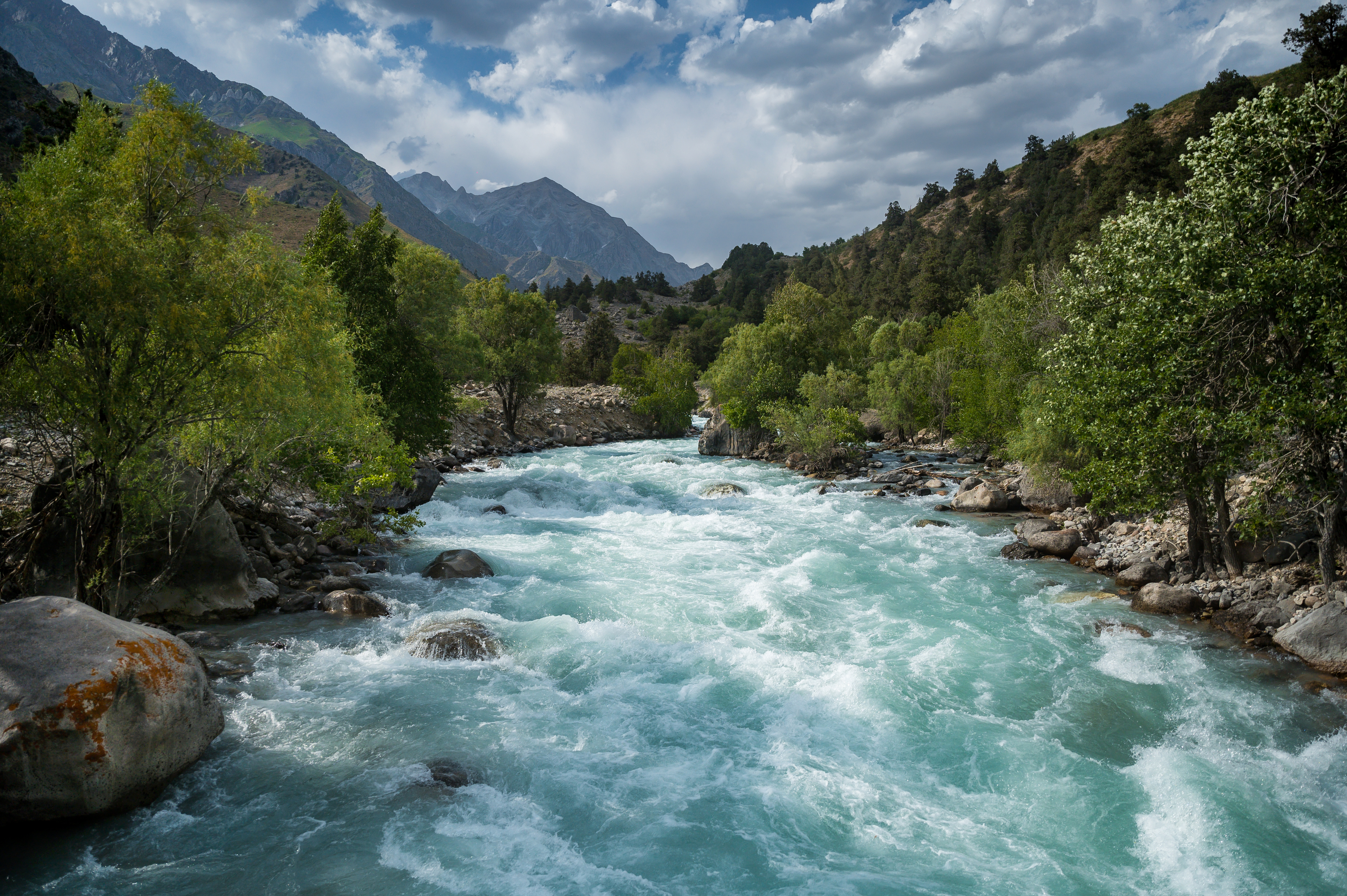

В нижнем течении реки находятся населённые пункты, например Карабулак, Нанай, Богистон. В среднем течении наиболее крупным населённым пунктом является посёлок Пскем.

## Гидроэнергетика
В настоящее время, около посёлка Испай строится Пскемская ГЭС, которая будет входить в Чирчик-Бозсуйский каскад ГЭС. Запланированная мощность составляет 248 МВт (после строительства станет второй по мощности ГЭС в Республике, после Чарвакской ГЭС). Плановый срок окончания строительства — 2027 год. Запланировано строительство Муллалакской, Карангитугайской и Верхнепскомской ГЭС.